# Thorington
Thorington är en by och en civil parish i distriktet East Suffolk, Suffolk, England. Civil parish har 76 invånare (2001). Den har en kyrka.